# Rick O’Shay
Rick O’Shay är en tecknad serie skapad 1958 av amerikanen Stan Lynde. Serien var en komisk strippserie som publicerades i dagspressen, men utvecklades så småningom till en välberättad komisk äventyrsserie. Namnet Rick O’Shay är en ordlek med det engelska ordet för rikoschett. 
Serien handlar om livet i den lilla staden Conniption (engelska, ungefär hysteriskt anfall) i den amerikanska western, huvudsakligen sheriffen Rick O’Shays äventyr tillsammans med hans vän revolvermannen Hipshot Percussion.
Teckningsstilen var även den till en början karikatyrisk, men blev efter hand allt mer realistisk (särskilt i senare episoder) och med många surrealistiska detaljer och teman, både grafiskt och till exempel i namn på platser och personer. Serien har huvudsakligen varit humoristisk, men med starka inslag av äventyr, filosofi, moral och till och med tragedi.
Från början utspelade sig serien i nutid (1950-tal) och Conniption var en spökstad där diverse underliga figurer slog sig ned och trodde att de levde i vilda västern. Mycket av humorn kom från att blanda in moderna företeelser i västernmiljön, som till exempel i episoden Som fallen från skyarna, där en raket från det tidiga amerikanska rymdprogrammet ramlar ned på en ranch utanför staden. Efterhand som serien utvecklades till att bli mer realistisk flyttades serien hundra år tillbaka i tiden, till den ”riktiga” vilda västern.
Stan Lynde lämnade syndikatet Tribune Media Syndicate, som ägde rättigheterna till Rick O’Shay 1977, men serien fortsattes fram till 1981 med manus av Marian Dern och teckningar av Alfredo Alcala och Mel Keefer. Under tiden skapade Lynde serien Latigo, som till stor del kan ses som en fortsättning på Rick O'Shays utveckling till en mer allvarlig och realistisk serie.
1992 gjorde Lynde en tvådelad äventyrsserie om Rick och Hipshot (på svenska: Ärans pris).

## Utgivning i Sverige
Det mesta av Rick O’Shay har publicerats i serietidningen Fantomen. Dessutom finns de första episoderna utgivna i albumform under etiketten Samlade Serierariteter.  Förlaget Alvglans har dessutom gett ut tre album med modernare äventyr.